# 1896年鐵路
此條目列出1896年發生有關鐵路運輸的事件。

## 事件

### 1月
- 1月20日：外房線通車。
- 1月23日：芝加哥地鐵西北高架（英语：Northwestern Elevated）線開工[1]。

### 2月
- 2月14日：北太平洋鐵路（英语：Northern Pacific Railway）啟用波特蘭聯合車站（英语：Portland Union Station）。

### 3月
- 3月26日：東北線、北線通車。

### 5月
- 5月2日：布達佩斯地鐵1號線通車，來往弗洛斯馬提廣場站至塞切尼浴場站，是世界上第二個地鐵系統[2]。
- 5月30日：烏干達鐵路在蒙巴薩開工[3]。

### 6月
- 6月15日：南港隧道通車。

### 10月
- 10月5日：挪威鐵路博物館（英语：Norwegian Railway Museum）成立[4]。

### 12月
- 12月14日：格拉斯哥地鐵通車，成為世界第三個地鐵系統。
- 12月25日：日本鐵道開設土浦線和隅田川線。